# 东北大学秦皇岛分校
东北大学秦皇岛分校（英語：Northeastern University at Qinhuangdao，简称NEUQ）是东北大学的一所相对独立办学的高等教育分校，位于河北省秦皇岛市。

## 学校简史
- 1976年，正式建校，并命名为冶金工业部北方冶金地质“721”大学；
- 1982年，学校更名为秦皇岛冶金地质职工大学
- 1987年，并入东北工学院；
- 1993年，因东北工学院复名为东北大学，更名为东北大学秦皇岛分校；
- 1996年，冶金工业部立项为“东北大学‘工程211’建设子项目”，进入中国“211工程”之列；
- 1998年，承中国东北大学划归中国教育部主管；
- 2001年，于中国获得独立招生权，电子注册和学生毕业统一管理权归东北大学；
- 2002年，随东北大学进入首批“985工程”重点建设行列。
- 2005年，成立东北大学研究生院秦皇岛分院，共享东北大学博、硕士点。现拥有博士导师和硕士导师一百余人。
- 2006年，开始承担东北大学的“985工程”建设子项目。

## 校园简介
该校建于中国海滨城市秦皇岛市，学校占地700.07亩，建筑面积239430平方米。以小而精为发展方向，重视学生本科教育。拥有工程优化与智能天线（EOSA）研究所，创新创业与风险投资研究所，计算机应用研究所，物联网与信息安全（IITIS）研究所，新材料研究所，环境污染控制与资源化研究所，区域经济研究所，宏观管理研究所。和伊利诺伊大学芝加哥分校有合作关系。

## 院系设置
该校下设院系为东北大学研究生分院、经济学院、管理学院、计算机与通信工程学院、控制工程学院、外国语言文化学院、数学与统计学院、资源与材料学院、东北大学悉尼智能科技学院、民族学学院、马克思主义学院、继续教育学院及体育部。

## 历任校长
| 顺序 | 姓名   | 任期                  |
| ---- | ------ | --------------------- |
| 1.   | 李名俊 | 1987.08.26-1991.01.24 |
| 2.   | 曹大本 | 1991.01.24-1994.04.20 |
| 3.   | 李彻   | 1994.04.20-1995.05.30 |
| 4.   | 王振范 | 1995.05.30-1999.11.12 |
| 5.   | 汪晋宽 | 1999.11.12-2015.08.28 |
| 6.   | 刘建昌 | 2015.08.28-2022.06.07 |
| 7.   | 赵勇   | 2024.03.11-           |

## 相关连接
- 中国东北大学主页（页面存档备份，存于）
- 东北大学秦皇岛分校主页（页面存档备份，存于）